# Rob van Sonsbeek
Rob van Sonsbeek (Lith, 22 augustus 1993) is een Nederlands voormalig profvoetballer die doorgaans speelde als spits. Tussen 2010 en 2023 was hij actief voor SV TOP, RKC Waalwijk en OSS '20.

## Clubcarrière
Van Sonsbeek speelde sinds zijn zesde in de jeugdopleiding van SV Litta, dat later op zou gaan in de fusieclub NLC '03. Na vier jaar werd hij gescout door TOP Oss. In 2010 deed de aanvaller een stap terug, door uit te gaan komen voor de amateurtak van de Osse club, SV TOP. Hier ging Van Sonsbeek direct in het eerste elftal spelen. In het seizoen 2014/15 was hij negentienmaal trefzeker in de Zondag Hoofdklasse B namens TOP. Na dit seizoen werd de spits overgenomen door RKC Waalwijk, dat het seizoen 2014/15 had afgesloten met een laatste plaats in de Jupiler League. Eerder was hij al een tijd op proef geweest, samen met Wimilio Vink (MVV). Van Sonsbeek kreeg rugnummer 9 toegewezen. Tijdens de eerste speelronde debuteerde de aanvalsleider, toen hij van coach Peter van den Berg de negentig minuten mocht volmaken tegen Telstar. Door doelpunten van Arsenio Valpoort (RKC) en Kevin van Essen (Telstar) was de eindstand 1–1. Van Sonsbeek kwam in twee seizoenen tot drieëntwintig competitieduels en wist daarin niet te scoren. In de zomer van 2017 trok hij naar OSS '20. Medio 2023 besloot Van Sonsbeek te stoppen als speler van het eerste elftal en hij ging in een lager team spelen.

## Clubstatistieken
| Seizoen | Club         | Competitie     | Competitie | Competitie | Beker | Beker | Nacompetitie | Nacompetitie | Totaal | Totaal |
| Seizoen | Club         | Competitie     | Wed.       | Dlp.       | Wed.  | Dlp.  | Wed.         | Dlp.         | Wed.   | Dlp.   |
| ------- | ------------ | -------------- | ---------- | ---------- | ----- | ----- | ------------ | ------------ | ------ | ------ |
| 2015/16 | RKC Waalwijk | Eerste divisie | 16         | 0          | 1     | 0     | —            | —            | 17     | 0      |
| 2016/17 | RKC Waalwijk | Eerste divisie | 6          | 0          | 0     | 0     | 1            | 0            | 7      | 0      |
| Totaal  | Totaal       | Totaal         | 22         | 0          | 1     | 0     | 1            | 0            | 24     | 0      |